# NFL 1948
Die NFL-Saison 1948 war die 29. Saison der National Football League (NFL). Als Sieger aus dieser Saison gingen die Philadelphia Eagles hervor.
Letztmals wurde am 22. September 1948 zwischen Detroit und Los Angeles ein Spiel an einem Donnerstag ausgetragen. Erst seit der Saison 2012 gibt es wieder Donnerstagsspiel.

## Regular Season
| Eastern Division    | Eastern Division | Eastern Division | Eastern Division | Eastern Division | Eastern Division | Eastern Division |
| Team                | S                | N                | U                | SQ               | P+               | P−               |
| ------------------- | ---------------- | ---------------- | ---------------- | ---------------- | ---------------- | ---------------- |
| Philadelphia Eagles | 9                | 2                | 1                | 0,818            | 376              | 156              |
| Washington Redskins | 7                | 5                | 0                | 0,583            | 291              | 287              |
| New York Giants     | 4                | 8                | 0                | 0,333            | 297              | 388              |
| Pittsburgh Steelers | 4                | 8                | 0                | 0,333            | 200              | 243              |
| Boston Yanks        | 3                | 9                | 0                | 0,250            | 174              | 372              |

| Western Division  | Western Division | Western Division | Western Division | Western Division | Western Division | Western Division |
| Team              | S                | N                | U                | SQ               | P+               | P−               |
| ----------------- | ---------------- | ---------------- | ---------------- | ---------------- | ---------------- | ---------------- |
| Chicago Cardinals | 11               | 1                | 0                | 0,917            | 395              | 226              |
| Chicago Bears     | 10               | 2                | 0                | 0,833            | 375              | 151              |
| Los Angeles Rams  | 6                | 5                | 1                | 0,545            | 327              | 269              |
| Green Bay Packers | 3                | 9                | 0                | 0,250            | 154              | 290              |
| Detroit Lions     | 2                | 10               | 0                | 0,167            | 200              | 407              |

Legende:
| Siege              | Niederlagen           | Unentschieden           | SQ gewonnene Spiele (relativ) |
| P+ gemachte Punkte | P− gegnerische Punkte | Championship-Teilnehmer |                               |

## NFL Championship Game
Das Championship Game fand am 19. Dezember 1948 im Shibe Park in Philadelphia statt. Trotz eines Blizzards trafen die Sieger der beiden Divisions aufeinander. 28.864 Zuschauer sahen das Spiel. Aufgrund des schlechten Wetters hatten beide Teams Probleme zu punkten. Erst zu Beginn des vierten Viertels konnte Steve Van Buren für die Eagles das erste Mal punkten, indem er einen Touchdown erlief. Zusammen mit dem Extrapunkt von Cliff Patton führte dies auch zum 7:0-Endstand und den ersten Titel der Philadelphia Eagles. Ebenfalls aufgrund der Wetterbedingungen wurden für das Championship Game acht statt der zur damaligen Zeit üblichen fünf Schiedsrichter eingesetzt, indem man die drei Ersatzschiedsrichter auch ohne Ausfall mit einer improvisierten Aufgabenverteilung einsetzte.